# Thomas Euting
Thomas Euting (* 17. September 1952 in Langenberg, Kreis Gütersloh) ist ein deutscher Fernsehjournalist und Redakteur. Er war zwischen 2000 und 2007 Leiter des ZDF-Landesstudios Sachsen in Dresden.
Euting war am 24. August 1992 als Reporter des ZDF-Magazins Kennzeichen D bei den Ausschreitungen in Rostock-Lichtenhagen im Rostocker Ausländerwohnheim Sonnenblumenhaus mit ca. 115 Vietnamesen eingeschlossen, während das Gebäude von ausländerfeindlichen Bürgern gestürmt wurde. Dabei notierte er: „Die Notausgänge zum Nachbarhaus sind allesamt von den deutschen Nachbarn verrammelt und mit Ketten gesichert. Man will verhindern, dass die lästigen Ausländer etwa rüberkommen könnten.“ In dieser Lage schrieb Euting einen Abschiedsbrief an seine Frau.
Für seine Kennzeichen D-Reportage über dieses Ereignis wurde Euting mit dem Journalistenpreis der IG Medien, dem Telestar von ARD und ZDF und mit der Carl-von-Ossietzky-Medaille des Berliner Vereins Internationalen Liga für Menschenrechte ausgezeichnet.
Im September 2007 ging Euting nach Mainz in die ZDF-Zentrale. Er kümmert sich dort um die Koordination der ZDF-Partnerprogramme und von Arte. Mit dieser Aufgabe ist Thomas Euting in die Chefredaktion des ZDF aufgerückt.